# يوكو توركا
يوكو توركـّا (Jouko Turkka؛ بيركالا، 17 أبريل 1942) مدير الفنلندية المسرحية والمجادل. وكان مساعد مدير مسرح مدينة هلسنكي في الفترة من 1975 خميس عام 1982 ، وأستاذ في كلية هلسنكي للدراما خميس في الفترة من 1981 1988 ، ويجري أعماله رئيس الجامعة من عام 1982 أثرت خميس 1985 . Turkka الجملة جيل من الممثلين الفنلندية ، وخلق نمط التعرف على التصرف.

## روابط خارجية
- يوكو توركا على موقع IMDb (الإنجليزية)
- يوكو توركا على موقع قاعدة بيانات الفيلم (الإنجليزية)